# ويليام جي. لويس
ويليام جي. لويس (بالإنجليزية: William G. Lewis)‏ هو مدير أمريكي، ولد في 3 سبتمبر 1835 في روكي ماونت في الولايات المتحدة، وتوفي في 7 يناير 1901 في غولدزبورو في الولايات المتحدة.